# Stazione di Ninomiya
La stazione di Ninomiya (二宮駅?, Ninomiya-eki) è una stazione ferroviaria situata nell'omonima cittadina nella prefettura di Kanagawa. Dista 73,1 km ferroviari dalla stazione di Tokyo

## Linee
JR East
■ Linea principale Tōkaidō
■ Linea Shōnan-Shinjuku

## Struttura
La stazione è dotata di una banchina a isola servente 3 binari
| 1 | ■ Linea principale Tōkaidō |  | per Odawara, Atami, Numazu e Itō                   |
| 2 | ■ Linea principale Tōkaidō |  | per Hiratsuka, Yokohama e Tokyo                    |
| 2 | ■ Linea Shōnan-Shinjuku    |  | per Shinjuku, Ōmiya, Kumagaya, Takasaki e Maebashi |

## Stazioni adiacenti
| «                        | Servizio                 | »                        |
| Linea principale Tōkaidō | Linea principale Tōkaidō | Linea principale Tōkaidō |
| ------------------------ | ------------------------ | ------------------------ |
| Ōiso                     | Tutti                    | Kōzu                     |
| Linea Shōnan-Shinjuku    |                          |                          |
| Ōiso                     | Tutti                    | Kōzu                     |